# Sporophila ophthalmica
Sporophila ophthalmica är en fågelart i familjen tangaror inom ordningen tättingar. Den betraktas oftast som en del av variabel frötangara (Sporophila corvina), men urskiljs sedan 2016 som egen art av Birdlife International, IUCN och Handbook of Birds of the World. Den kategoriseras av IUCN som livskraftig.
Fågeln förekommer i Centralamerika och delas in i tre underarter med följande utbredning:
- S. o. hoffmanni - Stillahavssluttningen i Costa Rica och allra västligaste Panama
- S. o. hicksii – Panama (utom längst i väst utmed Stillahavssluttningen och Bocas del Toro) österut på båda sluttningarna till västra Colombia (Córdoba söderut till Cauca)
- S. o. ophthalmica (P. L. Sclater, 1860) – låglänta områden väster om Anderna från sydvästra Colombia (Nariño) till nordvästra Peru (La Libertad)